# Speyeria nokomis wenona
Speyeria nokomis wenona es una rara subespecie de Speyeria nokomis, que se tratan de mariposas de la familia Nymphalidae que habitan los Bosques madrenses de pino-encino a lo largo de la Sierra Madre Oriental, en el estado de Nuevo León.

## Descripción
Sus antenas son de color anaranjado, con la masa de la antena de color café oscuro y el apical de la antena color anaranjado. La cabeza, presenta una gran cantidad de pelos de color anaranjado; el tórax es de color anaranjado-rojizo; el abdomen, al igual que la cabeza, es de color anaranjado cubierto por pelos. En las alas anteriores, de fondo anaranjado, el margen costal es ligeramente convexo, el ápice es redondo y el margen externo es casi recto, al igual que el margen anal.
En la región basal presenta escamas de color café, siendo menos abundantes hacia la región lumbar. Después de la región lumbar no presenta escamas de color café, ya que a partir de ahí son escamas amarillas. 
Hembra y macho no presentan diferencias anatómicas.

## Distribución
En el Noreste de México, estado de Nuevo León.

## Hábitat
La especie habita los Bosques madrenses de pino-encino, en las partes elevadas de las montañas de Nuevo León, a lo largo del sistema montañoso de la Sierra Madre Oriental.
Una de las principales localidades donde se han recolectado ejemplares es en el Cerro El Potosí, encontrado en el Municipio de Galeana (Nuevo León) a 12.000 pies de altura. El clima de este lugar es templado o frío. La planta hospedera de la especie es Viola Sororia (violeta azúl común).

## Estado de conservación
No está incluida en la NOM-059, ni tampoco está evaluada por la U.I.C.N. 